# Gene Short
Pour les articles homonymes, voir Short (homonymie).
Eugene « Gene » Short, né le 7 août 1953, à Macon, dans le Mississippi et mort le 16 mars 2016, est un ancien joueur américain de basket-ball. Il évolue durant sa carrière au poste d'ailier. Il est le frère ainé de Purvis Short.

## Palmarès
- 3e du championnat du monde 1974